# Cogels (geslacht)
Cogels is een Brabants-Antwerps geslacht dat talrijke politici en bankiers telt.

## Geschiedenis
De oorsprong van de familie is te vinden in Haren, een plaats halfweg tussen Tilburg en 's-Hertogenbosch.De eerste vermelding van een lid van een geslacht dateert van 1567. Onder die naam liet Huybrecht Covels (1633-1678) zich in 1661 in Antwerpen inschrijven. Toen hij op 22 december in 1662 trouwde met de Antwerpse Sara Meerbaes (1637-1669), was het Cogels geworden. Ze kregen drie kinderen, onder wie de oudste, Jan Baptist Cogels (24 augustus 1663 - 9 december 1734) bankier werd en kassier van de Oostendse Compagnie in Antwerpen.
Zijn zoon, opnieuw Jan Baptist Cogels (16 oktober 1694 - 9 september 1733), en zijn vrouw Isabella Simons, die als jonge weduwe de zaak verder zette, waren degenen die een belangrijke stoot gaven aan de maatschappelijke opgang en de rijkdom van de familie. 
Bij akte van 20 oktober 1753 verleende keizerin Maria Theresia postume opname in de adelstand aan Jan Baptist Cogels, op verzoek van zijn weduwe Isabella Simons.

## Genealogie
Hun zoon, de derde Jan Baptist Cogels (1729-1799), getrouwd met Isabella Stiers (1738-1795) was de stamvader van de drie takken die door zijn zoons gesticht werden:
- Joseph-Henri Cogels (1762-1821) x Maria Margareta van Setter (1752-1816).
  - Cornélie Cogels (1789-1866), x Maurice de Le Hoye (1783-1866).
  - Ferdinand Cogels (1791-1838).
  - Eduard Cogels (1793-1868), volksvertegenwoordiger, senator, x Julie du Bois (1794-1864), dochter van Ferdinand du Bois, lid van het Nationaal Congres.
    - Victor Cogels (1822-1866), beheerder, van de Burgerlijke godshuizen van Antwerpen, x Marie Domis (1833-1865).
      - Caroline Cogels (1860-1935) x Albert Snoy, senator, burgemeester van Melsbroek.
      - Xavier Cogels (1861-1930), x barones Marie de Loë (1868-1914).
        - Hervé Cogels ( (1893-1956), industrieel, x Françoise van Cutsem (1897-1953), van wie 7 kinderen.
          - Edouard Cogels (1921-2015), doctor in de wetenschappen, x Marie-Louise Lemaire (1916-1985).
- Hendrik Cogels (1774-1846), lid van het Nationaal Congres, x Adelaïde van Havre (1792-1864).
  - Henriette Cogels (1816-1862) x Charles de Baillet (1812-1884), gouverneur van Namen.
  - Clément Cogels (1819-1878) x Adeline van Havre (1819-1876). 
    - Paul Cogels (1845-1912) x Marie-Catherine Parthon de Von (1850-1884), xx Eugénie Veef (1871-1916). Hij was geoloog, archeoloog, voorzitter van de Antwerpse bibliofielen, lid van de Koninklijke Academie voor archeologie van België.
      - Hubert Cogels (1894-1978) x Yvonne De Deken (1895-1980). Hij verwierf in 1955 de persoonlijke titel van baron.
      - Marie-Germaine Cogels (1895-1943) x Joseph Marie Cogels (1882-1954).
      - Anne-Antoinette Cogels (1900-1953) x Edouard Guyot de Mishaegen (1891-1964)

    - Léon Cogels (1850-1886) x Marie-Thérèse van Camp (1849-1919).
      - Joseph Marie Cogels (1882-1954), gemeenteraadslid van Schoten, x Marie-Germaine Cogels (1895-1943).
- Albert Cogels (1776-1852), lid van het Nationaal Congres, x Marie della Faille de Leverghem (1781-1838).
  - Jozef Cogels (1804-1871), kapelmeester in de kathedraal van Antwerpen.
  - George Cogels (1809-1888), burgemeester van Deurne.
  - Karel Cogels (1821-1865), voorzitter van de Wetenschappelijke Vereniging en de Paleontologische Vereniging van Antwerpen.
  - John Cogels (1814-1885), senator, x Josephina Osy de Zegwaart (1821-1881), dochter van Jan Osy, lid van het Nationaal Congres, volksvertegenwoordiger en senator.
    - Mathilde Cogels (1845-1879) x Charles du Bois de Vroylande (1835-1888), gouverneur van Antwerpen.
    - Léocadie Cogels (1848-1923) x Oscar de Nieulant et de Pottelsberghe (1845-1875), xx Charles du Bois de Vroylande, haar schoonbroer.
    - Frédégand Cogels (1850-1932), senator, gouverneur van Antwerpen, x barones Coralie de Gruben (1858-1945), dochter van senator Charles de Gruben.
      - Gabrielle Cogels (1882-1960), x baron Georges Holvoet (1874-1967), gouverneur van Antwerpen, kabinetschef van de prins-regent.
      - Jean Cogels (1884-1958), voorzitter van de Société Hypothécaire d'Anvers, x Eleonore de Crane (1888-1979).
        - Frédégand Cogels (1910-1994), ambassadeur, x Claudine van Delft (1920-2002).
        - Jacques Cogels (1912-2008), voorzitter IPPA, x Georgette Calmeyn (1914-2006), dochter van Pierre Calmeyn, burgemeester van Drogenbos.

    - Charlotte Cogels (1851-1921) x baron Alfred de Vinck de Winnezeele, senator.

## Adel
Na de verlening van adel in 1753 aan Jan Baptist Cogels, en de afschaffing van de adellijke titels in 1795, volgden de volgende adelserkenningen:
- 1822: adelserkenning voor de drie kinderen van de in 1821 overleden Joseph-Henri Cogels: Cornelie (persoonlijk), Ferdinand en Edouard Cogels (erfelijk).
  - 1857: baronstitel, overdraagbaar bij eerstgeboorte, voor Edouard Cogels.
- 1822: erkenning erfelijke adel voor Henri-François Cogels.
  - 1955: baronstitel (persoonlijk) voor Hubert Cogels.
- 1822: erkenning erfelijke adel voor Albert Cogels.
  - 1909: baronstitel (overdraagbaar bij eerstgeboorte) voor Frédégand Cogels.
  - 1969: baronstitel (overdraagbaar bij eerstgeboorte) voor Jacques Cogels.
- 1988: toevoeging van de naam 'van Reynegom', toegekend aan François-Xavier Cogels.